# Boroštica
Pour les articles homonymes, voir Boroštica (homonymie).
Boroštica (en serbe cyrillique : Бороштица) est un village de Serbie situé dans la municipalité de Tutin, district de Raška. Au recensement de 2011, il comptait 325 habitants.

## Démographie
| 1948 | 1953 | 1961 | 1971 | 1981 | 1991 | 2002 | 2011 |
| ---- | ---- | ---- | ---- | ---- | ---- | ---- | ---- |
| 406  | 494  | 461  | 321  | 396  | 403  | 379  | 325  |

|  |